# Жизнь картлийских царей
«Жизнь картлийских царей» (груз. ცხოვრება ქართველთა მეფეთა) — средневековая летопись описывающая историю и предания периода античной Картли (Кавказская Иберия) и некоторых соседних народов Кавказа. Приписываетсяя грузинскому историку XI века Леонти Мровели.

## Название
История иберийских царей.

## Автор
В русском переводе иногда Леонтий, иногда Леонти Руисский. Летописец не даёт точных ссылок на свои первоисточники, но, как свидетельствует сам Леонти Мровели, им использовались сочинения «греческих» (византийских), древнеармянских, персидских и древнегрузинских авторов. Этой книгой начинаются все известные списки свода хроник «История Иберии» (груз. ქართლის ცხოვრება, Картлис цховреба, дословн. «Жизнь Картли»), составление которого начиналось в XI или XII веках и, после перерыва вызванного монгольским нашествием, возобновлено не ранее XIV века. Известен и древнеармянский вариант рукописи.
На основе имевшихся у него древних источников. Часть из этих источников дошла до наших дней, например, Мокцевай Картлисай, «История» Мовсеса Хоренаци (который, что более вероятно, использовал те же источники, что и Леонти Мровели), «Спарста Цховреба», Хватай-Намак, Шах-Намэ, «Александрия» Псевдокаллисфена. В распоряжении Мровели были и не сохранившиеся древнейшие грузинские исторические источники и народные предания. Однако некоторые исследователи отстаивают более древнее происхождение сочинения, датируя его VII веком.